# See That My Grave Is Kept Clean
See That My Grave Is Kept Clean è un brano musicale blues composto da Blind Lemon Jefferson e pubblicato dall'etichetta Paramount nel 1927. Considerata una delle più famose composizioni del musicista, la canzone è stata reinterpretata da numerosi artisti nel corso del tempo, come B. B. King, Lightnin' Hopkins, Canned Heat, Grateful Dead, Furry Lewis, Bob Dylan, Lou Reed, Dave Van Ronk, Diamanda Galás e tanti altri.

## Il brano
Nel testo del brano, il musicista immagina il momento della propria morte, descrivendone i vari particolari, come il momento della sepoltura o le proprie sensazioni nell'attimo prima di morire. Nel testo si ritrovano varie espressioni e immagini tipiche della tradizione blues afroamericana, come ad esempio i cavalli che trainano il carro da morto, mentre attendono che quest'ultimo venga caricato con la bara prima di partire per il cimitero. 
Musicalmente parlando, il brano si presenta come un tipico blues in dodici battute, con la chitarra che accompagna la melodia della voce attraverso la tecnica del finger picking, interpretando alcune espressioni del testo in passaggi imitativi.

## Alcune cover o reinterpretazioni
- La melodia del brano fu riutilizzata da Son House per la sua Mississippi County Farm Blues del 1930[2].
- Bob Dylan ne eseguì una cover nell'omonimo album di debutto.
- The Band e Bob Dylan ne eseguirono una cover nell'album The Bootleg Series Vol. 11: The Basement Tapes Complete con il titolo One Kind Favor.
- I Dream Syndicate ne eseguirono una cover nell'album Ghost Stories nonché una versione dal vivo nell'album Live at Raji's.
- Il gruppo Half Man Half Biscuit la parodiano nel brano See That My Bike's Kept Clean del 1997.
- Andy Griffith la canta nell'episodio 56 del The Andy Griffith Show.
- Pat Donohue ne esegue una versione dal vivo pubblicata nell'album Radio Blues.
- Diamanda Galás ne esegue una cover nell'album The Singer.